# Extra-Halfbrite-Modus

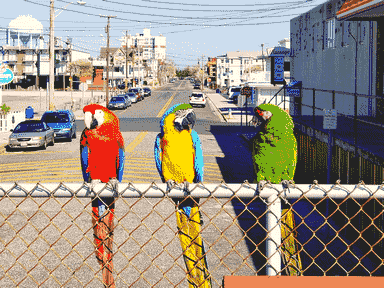
Normales Bild im 32-Farbmodus

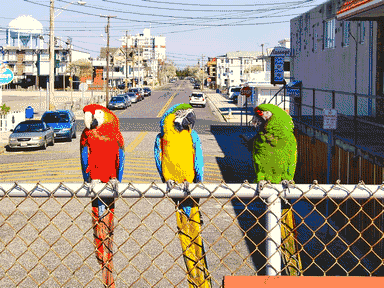
Bild im Extra-Halfbrite-Modus

Der Extra-Halfbrite-Modus (kurz EHB, auch Halfbright) ist ein Grafikmodus der Amiga-Computer von Commodore mit Ausnahme der ersten Amiga 1000. Er stellt zusätzlich zu den normalen 32 gleichzeitig darstellbaren Farben des Amiga weitere 32 zur Verfügung, die die halbe Helligkeit der ersten 32 besitzen. Dadurch können 64 Farben mit lediglich 32 Farbregistern dargestellt werden.

## Amiga-Farbpalette
| Index | Rot-Anteil (binär) | Grün-Anteil (binär) | Blau-Anteil (binär) | Farbe   |
| ----- | ------------------ | ------------------- | ------------------- | ------- |
| 0     | 0000               | 0000                | 0000                | Schwarz |
| 1     | 1111               | 1111                | 0000                | Gelb    |
| …     | …                  | …                   | …                   | …       |
| 31    | 0111               | 1111                | 0111                | Grün    |

Die Farbpalette des Amiga umfasst 32 Einträge, die in den sogenannten Farbregistern des Videochips abgelegt sind. Jede Farbe wird durch einen Rot-, Grün- und Blauanteil (siehe RGB-Farbraum) definiert, wobei für jeden Farbanteil vier Bit zur Verfügung stehen. Jede gespeicherte Farbe kann also über einen Index von 0–31 angesprochen werden. Nebenstehende Beispieltabelle verdeutlicht das logische Schema der so genannten Farbpalette.

## Pixeldarstellung
Um ein Pixel am Bildschirm farbig darzustellen, muss das Programm den Index der gewünschten Farbe angeben, beispielsweise den Wert 31 für „Grün“. In Binärdarstellung sind für die Adressierung von 32 Werten 5 Bit erforderlich (25=32).
| Farbe | Adresse (binär) | Adresse (dezimal) | Rot-Anteil (binär) | Grün-Anteil (binär) | Blau-Anteil (binär) |
| ----- | --------------- | ----------------- | ------------------ | ------------------- | ------------------- |
| Grün  | 11111           | 31                | 0111               | 1111                | 0111                |

Beim Extra-Halfbrite-Modus wird für die Indizierung der Farbpalette ein Bit mehr verwendet, also insgesamt 6 Bits. Dadurch wäre theoretisch die Darstellung von 64 Farben (26=64) möglich. Da die Farbpalette jedoch nur 32 Farben enthält, können auch nur Indizes von 0 bis 31 angesprochen werden. Das sechste, höchstwertige (also ganz links stehende) Bit wird daher nicht für den Index verwendet, sondern fungiert als so genanntes Flag. Ist dieses Bit nicht gesetzt – hat also den Wert 0 – so bilden die übrigen fünf Bit wieder den normalen Index. Gemäß dem oben stehenden Beispiel würde (0)11111 also zum Index 11111 für die Farbe Grün. Ist das sechste Bit gesetzt (hat also den Wert 1), wird wieder der gleiche Paletteneintrag mit dem Index 11111 verwendet, allerdings werden hier die Bit-Werte der einzelnen Farbanteile um eine Stelle nach rechts verschoben (durch die Hardware im Amiga-Chipsatz, entspricht im Dezimalsystem der Division durch zwei), wodurch sich die dargestellte Farbe ändert. Da die resultierende Farbe etwa die halbe Helligkeit der Basisfarbe hat, spricht man vom Extra-Halfbrite-Modus (von englisch half ‚halb‘ und brite = bright ‚hell‘). Gemäß dem Beispiel würde der Index(1)11111 also zum Paletteneintrag 11111 der Farbe Grün verweisen, die einzelnen Farbanteile würden um eine Stelle nach rechts verschoben, so dass eine neue Farbe entsteht.
| Farbe      | Index (binär) | Index (dezimal) | Rot-Anteil (binär) | Grün-Anteil (binär) | Blau-Anteil (binär) |
| ---------- | ------------- | --------------- | ------------------ | ------------------- | ------------------- |
| Dunkelgrün | (1)11111      | 31              | 0011               | 0111                | 0011                |